# Маєток Рациборовських (Маків)
Має́ток Рациборо́вських у селі́ Ма́ків — будівлі колишнього палацево-паркового комплексу Рациборовських. Розташовані в межах Дунаєвецького району Хмельницької області, на території школи в селі Маків. Під час археологічних досліджень були знайдені рештки фундаментів будівель та їхні окремі фрагменти.

## Історія
В 1751 році маківський маєток перейшов від Ксаверія і Вікторії Маковецьких до графа Юзефа Рациборовського (1689–1756) гербу «Еліта» («Єліта»). Онуки Юзефа, брати Адам та Ян Рациборовські успішно володіли маківським маєтком з початку XIX ст. (успадкувавши його від свого батька Войцеха Рациборовського), спорудили модні на той час будівлі: палац, флігель, кузню, вежу, паркові павільйони та інші споруди в класицистичному та неготичному стилі. Зі всього того багатства залишився лише флігель та старі фотографії. Відома також датована межею XVIII—ХIX ст. печатка маєтку, на якій виступає тогочасний герб містечка Макова зі сполученими родовими знаками Войцеха Рациборовського — «Єліта» (на червоному тлі три золоті списи, покладені зіркою) і його дружини Домініки Липинської — «Бродзіц» (на червоному тлі золоте кільце, з якого виходять три хрести).
Отже, палац стояв пліч-о-пліч з флігелем, напроти, на місці сучасного дитячого садка, розміщувався замок-кузня. На захід від флігеля лежали господарські споруди і готичний шпіхлер. В парку знаходилося кілька павільйонів (відомо ім'я лише одного: «Георгувка», прикрашеного ліпними гірляндами та гербами Єліта). Поруч з «Георгувкою» стояв будинок садівника, а далі в парку знаходилась велика оранжерея з теплицями. Пани вирощували тут пальми, екзотичні квіти та персики з мандаринами-лимонами. 11 великих вікон від підлоги до стелі забезпечували в теплиці постійне сонячне тепло.
На кордоні Привороття та Вербки знаходилася башта, яку чомусь називали «Цап». Кажуть, що з вершечку башти відкривався розкішний вид на Кам'янець та околиці. Ця споруда мала не лише декоративне, а й корисне значення: як прихисток лісника. Для єгеря існував ще один маєток в нео-готичному стилі, що знаходився в лісах біля села Привороття. Неоготичний характер мали навіть курники. З переказів свідків — всі споруди були оточені кам'яними огорожами.
В 1830 році Ян і Адам запрошують паркового архітектора Міклера — щоб розбити парк та сад. Зелені насадження займали площі у 75 га. Саме парк був справою життя братів Рациборовських: тільки яблунь тут росло більш як 30 садів. Історія донесла навіть прізвище садівника, який опікувався садом в середині XIX ст.: Бенеш.
Близько 1840 року в Маків потрапив польський письменник Олександр Пшездзецький, який залишив опис маєтку того часу. (Афтаназі порівнює опис з прозорими та сумними картинами Антуана Ватто):
|                          | З покоїв парапетні двері відчиняються у сад, тобто на величезну галявину, яка з трьох зоставшихся боків замикає тінисті, шпалерні вулиці. На траві стоять величезні ліхтарі неймовірної краси, а під ліхтарями кам'яні лавиці і незліченні вази з оранжерейними квітами, яким садівник часом дозволяє подихати свіжим повітрям. На тих лавках або на кріслах, розставлених поміж квітами, видніються здаля різнокольорові капелюшки, мантильї, шарфи, баядерки на темному тлі сюртуків та фраків, як святоянські жучки на траві. З боків зелені столики; бо в Макові картярі навіть вміють оцінити красу природи і напиватися сільським повітрям та пахощами квітів. А між гостями розносять найкращого смаку фрукти. (…) В глибині саду оранжереї, утримувані з великою пихою. Найгарніші квіти розкривають в них свої бутони, перш ніж заблищати в салонах панів Раціборовських, в сотнях видів, колекція прекрасних лілій нагадує славні голанські тюльпани або гіацинти в саду Ульріха в Варшаві. |
| — Олександр Пшездзецький | |

З середини XIX ст. зберігся ще один опис Макова, який належить садівнику Северину Лусаковському: 
|                                          | Про сад говорять, що то був сад, — але не так сад, як цілий маєток, в чудовому, швейцарському оточенні. Гарно, зі смаком прикрашений Маків оточували кілька сіл, що належали до того маєтку. (…) З Макова до кожного села вела алея, насаджена в чотири ряди, за якою старанно слідкували. Кожна алея була з інших дерев: перша з ялин, друга з каштанів, трятя з лип, четверта з модрини, п'ята з яворів, і всі сходилися до Макова, де була резиденція двох братів. Були тут і водоспади, і млини гарної структури, і вітряки по горах зі скляними (!!! — Блека) крилами, і інші будівлі, гарно розташовані. На кожному повороті дороги стояв якийсь фантастичний будинок, не для використання, а для краси; а так як ті алеї та всі ті прикраси займали кілька миль, навіть кілька миль за периметром, було то так гарно і чудово, що в усій Польщі такого знайти більше ніде не можна було, навіть Софіївка Уманська гасла при тій неймовірній красі… |
| — Северин Лусаковський (садівник маєтку) | |

Потомки Яна та Адама (обидва померли неодруженими, тому Маків перейшов до нащадків їхнього брата Вінцента) мало уваги приділяли маєтку, краса Макова почала згасати. В 1908 році новим власником маєтку став Альфред Журовський. В цей час майже всі споруди резиденції були в стані руїни, а сад з парком сильно заросли. Тому Журовський складає план для нової резиденції.
Альфред був змушений перебудувати та відновити в резиденції практично все. Старий палац було значно розширено, та стають помітними ознаки польського неоренесансу. З'явився фриз з рослинними мотивами, колонади, картуші з родинними гербами Леліва і Равич. Добудували до палацу ще одне крило, прикрашене квадратовою вежею. Споруда отримала нове життя в 1912 році, коли всі роботи з відновлення були завершені.
Потроху відновлювався парк. Щоправда, з п'яти алей вціліли лише три. Каштанова алея вела до в'їзної брами, біля якої стояла капличка святому Яну Непомуку. Пережили складний періоди і вази в парку, в них знову квітли екзотичні квіти. За парком знаходився родинний цвинтар Рациборовських, схожий на затишний сад.
Проект відбудови створив та керував всіма роботами петербурзький архітектор Вальдемар Федерс. На щастя, власник садиби сфотографував не лише свій палац, а й всі його інтер'єри. На світлинах можна побачити і великий зал з різьбленим каміном, де підлога була вкрита паркетом двох кольорів: дуже темного та дуже світлого дерева, і кабінет, спальню, вмебльовану в античному дусі, розкішні кришталеві люстри. Серед великих полотен, що прикрашали стіни, була картина Анжеліки Грейм «Ікар», а ще роботи голландських майстрів з колекції Євгеніуша Журовського з села Лісоводи. Всього в палаці було 40 приміщень: від їдальні до будуару. В одній з кімнат висіло велике дзеркало в різьбляній ампірній рамі, в іншій на каміні та комоді зберігалися розкішні порцелянові дрібниці. Всі ці ознаки багатства та заможності ледве вціліли в 1914-му.
Після жовтневих подій у Петрограді 1917 року маківські селяни разом із солдатами Камчатського полку погромили панську садибу, заволоділи заводом, забрали цукор та хліб. А палац спалили й цілковито зруйнували дезертири. Цілим залишився лише флігель. Пан Журовський з сім'єю виїхав до Польщі.